# Julia Vidal
Julia Vidal fue una  actriz, guitarrista y cancionista de tango argentina.

## Carrera
Dueña de una característica voz que durante las primeros años de la radiofonía argentina se emitían diariamente en varios programas radiales, se inició desde muy chica en el arte de la música, principalmente en el género del tango como se acostumbraba en aquel momento.
Fue una cancionista de notables condiciones, con un bello color de voz y con un estilo temperamental de correcta calidad. Formó parte de la gran camada de cancionistas de la época dorada junto a Mercedes Simone, Nelly Omar, Libertad Lamarque, María de la Fuente, Chola Luna, Azucena Maizani, Amanda Ledesma, Lely Morel, Blanca Mooney, Carmen Duval, entre muchas otras.
A fines de los años 1930 ingresa Radio El Mundo junto con el cantor Carlos Ferrán. Julia llega precedida de buenos antecedentes y con incursiones en el disco en la primera mitad de la década, cultivando diferentes géneros, entre ellos el ciudadano.
En 1939 actuó en un radioteatro titulado Daniel Aldao, el valiente, emitido por Radio El Mundo, encabezada por Héctor Coire, y secundada por Meneca Norton, Lucía Dufour, Gustavo Cavero, María Padín y Ernesto Villegas.
Integró en función de vocalista femenina en las orquestas de Raúl Garello y de Enrique Mario Francini (1956), y con este último gtabó varios tangos como La miel de tu boquita y  Muriéndome de amor(con música de Manuel Sucher y letra de Carlos Bahr). 
En la pantalla grande se la pudo ver en el filme Su seguro servidor  de 1954, bajo la dirección de Edgardo Togni sobre el guion de Rodolfo Cárdenas Behety, y que tuvo como protagonistas a Juan Carlos Mareco, Héctor Calcaño, Carlos Enríquez y Francisco Álvarez.
En la década de 1960, cantó a dúo con Chola Luna, un repertorio con canciones de tango y folklore.
Entre los temas que interpretó se encuentran el tango Carmín (1953), con música de Víctor Buchino con acompañamiento de guitarra de Vidal. Y la milonga Tu vuelta, con música de Alberto Acuña.

## Discografía
- Carmín (tango)
- Tu vuelta (milonga)
- Maula (tango)[4]
- Ayer (tango)
- Zamba de la Candelaria  (tango), en 1952, con letra de Jaime Dávalos y música de Eduardo Falú.
- Muriéndome de amor (tango).
- La miel de tu boquita
- Desde el alma (vals), con letra de Homero Manzi y Víctor Piuma Vélez.
- Por el camino, junto a Chola Luna con guitarras de Alberto Ortiz, Robledo, Arana, Ruedas.[5]